# 万石浦駅
万石浦駅（まんごくうらえき）は、宮城県石巻市流留（ながる）字垂水（たれみず）にある、東日本旅客鉄道（JR東日本）石巻線の駅である。

## 歴史
- 1989年（平成元年）4月26日：開業[2]。
- 2011年（平成23年）3月11日：東北地方太平洋沖地震とそれに伴う大津波（東日本大震災）の影響により、全線で不通となる。
- 2013年（平成25年）3月16日：渡波 - 浦宿間の復旧により、営業再開[3][4]。
- 2016年（平成28年）8月6日：仙石東北ラインの一部列車が直通運転を開始し、停車駅となる[5]。
- 2024年（令和6年）10月1日：えきねっとQチケのサービスを開始[1][6]。

## 駅構造
単式ホーム1面1線を有する地上駅で、小牛田統括センター（石巻駅）管理の無人駅である。乗車駅証明書発行機が設置されている。

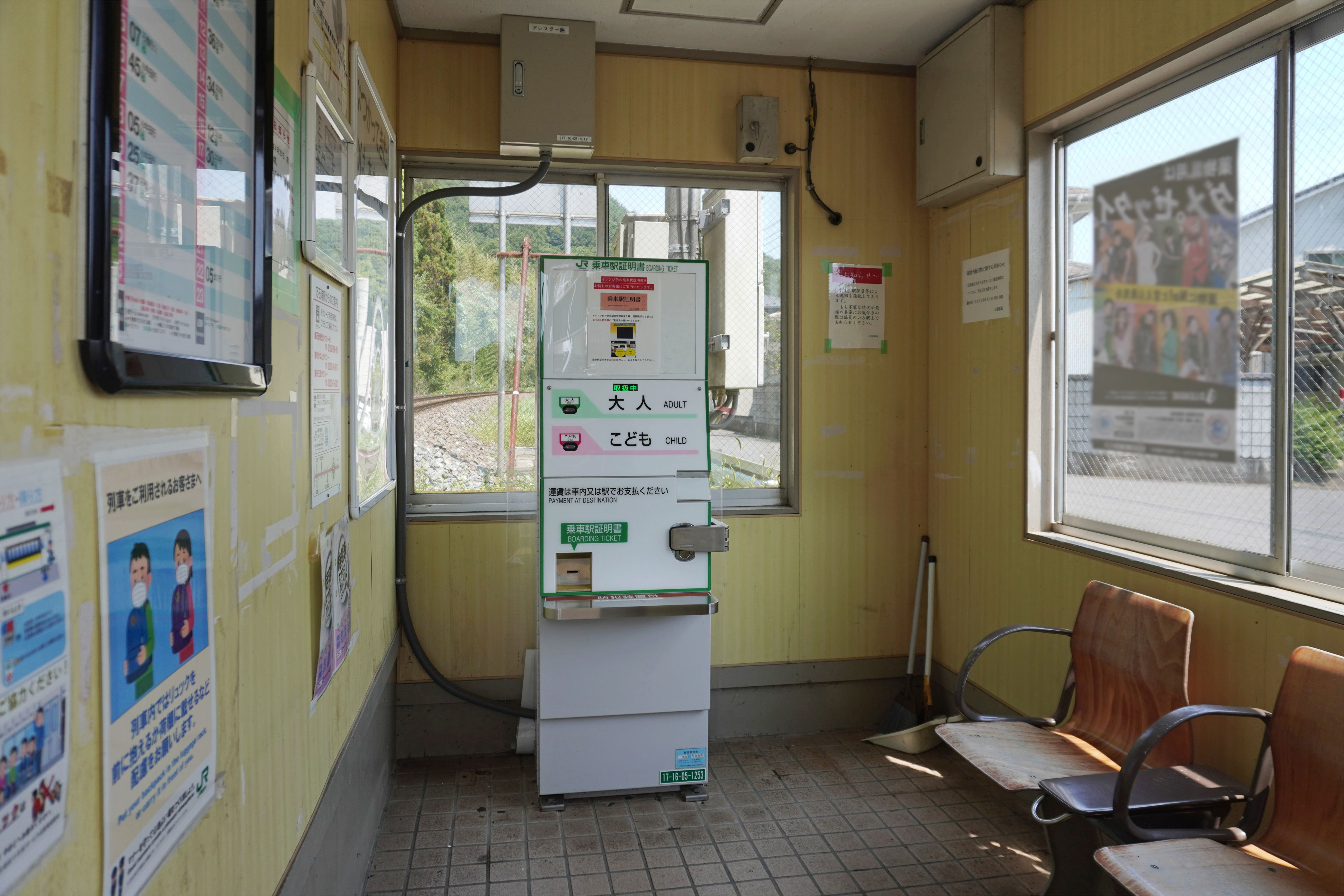
待合室（2023年7月）
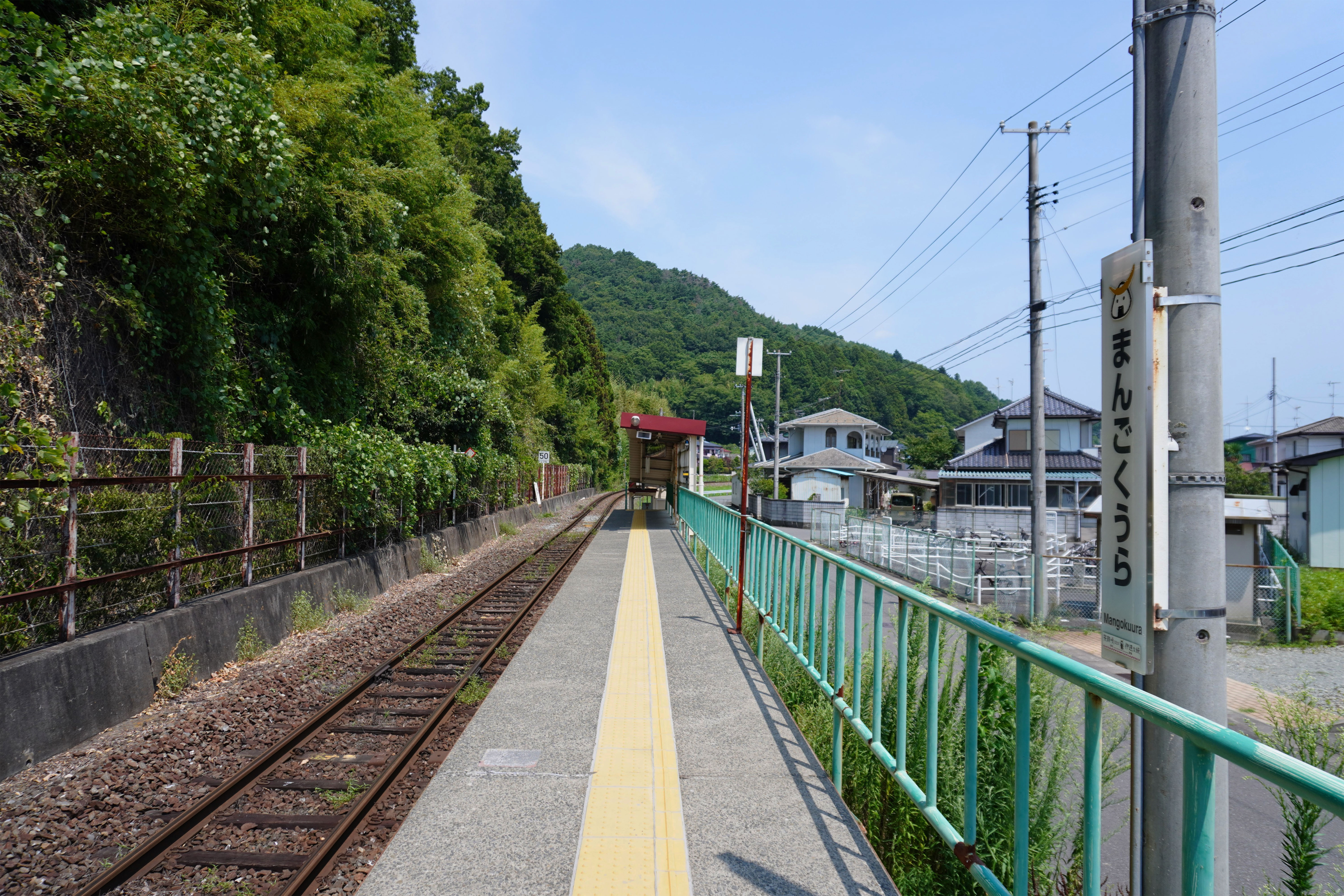
ホーム（2023年7月）

## 駅周辺
- 万石浦[注 1]
- 国道398号
- イオンスーパーセンター石巻東店
- 七十七銀行渡波支店
- 石巻市立万石浦中学校

## 隣の駅
東日本旅客鉄道（JR東日本）
■石巻線・■■仙石東北ライン
■快速（赤快速）・■普通
渡波駅 - 万石浦駅 - 沢田駅